# Landtag des Großherzogtums Sachsen-Weimar-Eisenach
Der Landtag des Großherzogtums Sachsen-Weimar-Eisenach bestand von 1816 bis 1918 und hatte seinen Sitz in Weimar. Sein Nachfolger wurde der Landtag des Freistaates Sachsen-Weimar-Eisenach in der Weimarer Republik.

## Landstände ab 1816
Nachdem Sachsen-Weimar-Eisenach auf dem Wiener Kongress Gebietszuwächse erfahren hatte und zum Großherzogtum erhoben wurde, erließ Großherzog Karl August am 5. Mai 1816 eine für die damalige Zeit liberale landständige Verfassung. Sachsen-Weimar-Eisenach war das erste Land in Deutschland nach den Befreiungskriegen, dass eine derartige Verfassung erhielt.
Die in dieser Verfassung geregelten Landstände setzten sich aus 31 Vertretern der der Stände zusammen:
- elf Abgeordnete wurden von dem Stande der Rittergutsbesitzer
- zehn von dem Stand der Bürger und
- zehn von dem Stande der Bauern gestellt.

Die Wahl der Rittergutsbesitzer erfolgte in drei Wahlbezirken:
- Der Weimarische und Jenaische Kreis, mit Einschluss des Amtes Ilmenau und derjenigen Landesteile, wählte 4 Abgeordnete
- Der Eisenachische Kreis, mit Einschluss der Ämter Dermbach und Geis, wählte 3 Abgeordnete
- Der Neustädtischen Kreis wählte 3 Abgeordnete

Das elfte Mandat wurde von einem Vertreter der Universität Jena besetzt. Es handelte sich nicht um eine Virilstimme des Rektors, sondern die Universität besaß Rittergüter, woraus die Verfassung ein Mandat ableitete, das von einem Mitglied des Senats der Universität wahrgenommen wurde.
Die Wahl erfolgte unmittelbar durch die Urwähler des jeweiligen Bezirkes. Das Wahlrecht hing am Besitz des Rittergutes. Besaß der betreffende mehrere Güter, hatte er mehrere Stimmen. Gab es mehrere Besitzer, mussten sie sich einigen.
Die Wahl der Bürger erfolgte in zehn Ein-Abgeordneten-Wahlbezirken:
1. Residenzstadt Weimar
2. Jena, Bürgel und Lobeda
3. Allstädt, Rastenberg, Buttstädt und Buttelstädt, und der Flecken Neumark
4. Ilmenau, Blankenhayn, Kranichfeld, Remda und Berka, und der Flecken Tannroda
5. Apolda, Dornburg, Sulza und Magdala
6. Eisenach mit Fischbach
7. Ostheim, Geisa und Lengsfeld
8. Vacha, Berka an der Werra und Kreuzburg
9. Neustadt und Triptis
10. Weida und Auma

Die Wahl der Bauern erfolgte ebenfalls in zehn Ein-Abgeordneten-Wahlbezirken:
1. Ämter Weimar und Capellendorf
2. Ämter Bürgel mit Tautenburg, Dornburg und Jena, mit den Stadtgerichts-Dörfern
3. Ämter Allstädt, Oldisleben, Hardisleben, Roßla und den Stadtgerichts-Dörfern von Buttstädt
4. Ämter Blankenhayn, Ilmenau, Berka und Remda
5. Ämter Rudestedt, Vieselbach und Tonndorf
6. Ämter Kaltennordheim, Ostheim, Dermbach und Geisa, nebst dem Gericht Wenigentaft
7. Ämter Vacha, mit der Vogtei Kreuzberg, Tiefenort mit dem Gericht Marksuhl und Frauensee, nebst den Patrimonial-Ämtern Lengsfeld und Völkershausen
8. Ämter Gerstungen, Hausbreitenbach, Creuzburg und Eisenach
9. Amt Neustadt
10. Amt Weida mit Mildenfurth

Bauern und Bürger wählten ihre Vertreter indirekt über Wahlmänner. Je 50 Wohnhäuser des Ortes wurde ein Wahlmann durch die Urwähler gewählt. Die Wahlmänner wählten je Wahlbezirk den Abgeordneten und einen Vertreter. Das Wahlrecht war an das Bürger- oder Nachbarrecht gebunden. Für Frauen und Unmündige wurde das Stimmrecht durch die Ehemänner oder Vormünder ausgeübt. Es wurde jeweils ein Vertreter gewählt. Schieden beide aus erfolgten Nachwahlen.
Für das passive Wahlrecht wurde gefordert, dass der zu Wählende mindestens 30 Jahre alt und ehelich und christlich geboren sein musste. Daneben wurde ein unbescholtener Ruf und dass der Kandidat Deutscher sein musste, gefordert (sein Vater musste Deutscher sein und seinen Wohnsitz in Deutschland haben). Daneben bestand ein Zensus. Bürger mussten ein Einkommen von 500 Talern in den Residenzstädten oder 300 Taler in anderen Städten, Bauern ein Vermögen von 200 Talern besitzen, um wahlfähig zu sein.
Die Wahl erfolgte für eine Wahlperiode von 6 Jahren. Der Landtag sollte alle drei Jahre in der ersten Woche des Januars zusammentreten. Zu außerordentlichen Sitzungen konnte der Großherzog einladen.
Das Amt des Präsidenten (Landmarschall) des Landtags war in der Familie Riedesel erblich. Landmarschall war ab 1817 Georg Riedesel zu Eisenbach.
Die Landstände wählten zwei „Gehilfen“ als stellvertretende Präsidenten. Diese wurden aus der Staatskasse besoldet. Die Abgeordneten genossen Politische Immunität. Der Landtag verfügte über Mitwirkungs- und Kontrollrechte bezüglich des Staatsetats. Neben der Mitwirkung im Gesetzgebungsverfahren bestand das Recht zur Ministeranklage.

## Landtag ab 1850
Die Verfassung wurde am 15. März 1850 verändert und die Rechte des Parlaments gestärkt.
Der Landtag des Großherzogtums setzte sich nun aus 33 Abgeordneten zusammen:
- fünf wurden in direkter Wahl von den größeren Grundbesitzer gewählt
- fünf in direkter Wahl der übrigen Höchstbesteuerten und
- 23 in allgemeinen, indirekten Wahlen bestimmt

Später kamen noch vier weitere Mandate hinzu:
- ein Vertreter des Senats der Universität Jena
- ein Vertreter der Handelskammer für das Großherzogtum,
- ein Vertreter der Landwirtschaftskammer für das Großherzogtum,
- ein Vertreter der im Großherzogtum bestehenden Arbeitskammer.

## Novemberrevolution
Nach der Novemberrevolution wurde der Freistaat Sachsen-Weimar-Eisenach ausgerufen und das Mandat des Landtags endete.

## Mitglieder
Für die Mitglieder des Landtags siehe Kategorie:Landtagsabgeordneter (Herzogtum Sachsen-Weimar-Eisenach).
- Liste der Mitglieder des Landtags von Sachsen-Weimar-Eisenach (1817–1823)
- Liste der Mitglieder des Landtags von Sachsen-Weimar-Eisenach (1823–1829)
- Liste der Mitglieder des Landtags von Sachsen-Weimar-Eisenach (1829–1835)
- Liste der Mitglieder des Landtags von Sachsen-Weimar-Eisenach (1871–1877)